# Jorge Viotti
Jorge Viotti, vollständiger Name Jorge Diego Viotti Godoy, (* 27. Februar 1992 in Montevideo) ist ein uruguayischer Fußballspieler.

## Karriere
Der 1,87 Meter große "Coco" genannte Defensivakteur Viotti, der (Stand: November 2013) im dritten Jahr neben der Fußballkarriere Zahnmedizin in Montevideo an der Facultad de Odontología studiert, wechselte im Februar 2011 von River Plate Montevideo, wo er seit seinem fünften Lebensjahr Fußball spielte und alle Jugendmannschaften bis in die Tercera División durchlief, zum seinerzeitigen Zweitligisten Sud América. 2012/13 stieg er mit dem Verein aus der Segunda División auf, erhielt in jener Saison aber nur wenig Einsatzzeit. In Spielzeit 2013/14 kam er für den Erstligisten 18-mal in der Primera División zum Einsatz. Dabei erzielte er am 3. November 2013 seinen ersten Treffer in der Primera División und einziges Saisontor. In der Saison 2014/15 wurde er achtmal (kein Tor) in der höchsten uruguayischen Spielklasse eingesetzt. In der Spielzeit 2015/16 und darüber hinaus ist bislang (Stand: 2. Oktober 2016) weder ein Einsatz noch eine Kaderzugehörigkeit verzeichnet.